# Zikania
Zikania är ett släkte av tvåvingar. Zikania ingår i familjen puckelflugor.
Kladogram enligt Catalogue of Life:
| Zikania | \| \| Zikania degenerata \| \| \| \| \| \| Zikania schmidti \| \| \| \| |
|         | \| \| Zikania degenerata \| \| \| \| \| \| Zikania schmidti \| \| \| \| |
|         | Zikania degenerata                                                      |
|         |                                                                         |
|         | Zikania schmidti                                                        |
|         |                                                                         |